# World Poker Tour Saison 3
La saison 3 du World Poker Tour est un tournoi de poker qui s'est tenu en 2004 et 2005.

## Résultats

### Grand Prix de Paris
- Casino : Aviation Club de France, Paris
- Prix d'entrée : €10,000
- Date : Du 17 juillet au 24 juillet 2004
- Nombre de joueurs : 205
- Prize Pool : €1,957,750
- Nombre de places payées : 27

| Place | Nom            | Prix                |
| ----- | -------------- | ------------------- |
| 1er   | Surinder Sunar | €679,860 ($828,956) |
| 2e    | Tony G         | €339,930 ($414,478) |
| 3e    | Jim Overtman   | €203,960 ($248,689) |
| 4e    | Peter Roche    | €135,970 ($165,789) |
| 5e    | Ben Roberts    | €101,980 ($124,345) |
| 6e    | Dave Colclough | €84,890 ($103,507)  |

### Mirage Poker Showdown
- Casino : The Mirage, Las Vegas, Nevada
- Prix d'entrée : $10,000
- Date : Du 29 juillet au 1er août 2004
- Nombre de joueurs : 281
- Prize Pool : $2,725,200
- Nombre de places payées : 27

| Place | Nom           | Prix       |
| ----- | ------------- | ---------- |
| 1er   | Eli Elezra    | $1,024,574 |
| 2e    | Lee Watkinson | $513,038   |
| 3e    | Gabe Kaplan   | $256,519   |
| 4e    | John Juanda   | $162,012   |
| 5e    | Scotty Nguyen | $121,509   |
| 6e    | Jim Meehan    | $94,507    |

### Legends of Poker
- Casino : Bicycle Casino, Los Angeles
- Prix d'entrée : $5,000
- Date : Du 28 août au 31 août 2004
- Nombre de joueurs : 667
- Prize Pool : $3,335,000
- Nombre de places payées : 63

| Place | Nom           | Prix       |
| ----- | ------------- | ---------- |
| 1er   | Doyle Brunson | $1,198,260 |
| 2e    | Lee Watkinson | $578,375   |
| 3e    | Pete Lawson   | $272,665   |
| 4e    | Grant Helling | $170,175   |
| 5e    | Joe Awada     | $132,200   |
| 6e    | Tom Lee       | $99,150    |

### Borgata Poker Open
- Casino : Borgata, Atlantic City
- Prix d'entrée : $10,000
- Date : Du 19 septembre au 22 septembre 2004
- Nombre de joueurs : 302
- Prize Pool : $3,020,000
- Nombre de places payées : 27

| Place | Nom                | Prix       |
| ----- | ------------------ | ---------- |
| 1er   | Daniel Negreanu    | $1,117,400 |
| 2e    | David Williams     | $573,800   |
| 3e    | Josh Arieh         | $286,900   |
| 4e    | Chris Tsiprailidis | $181,200   |
| 5e    | Brandon Moran      | $135,900   |
| 6e    | Phil Ivey          | $105,700   |

### Ultimate Poker Classic
- Casino : Radisson Aruba Resort & Casino, Palm Beach, Aruba
- Prix d'entrée : $6,000
- Date : Du 26 septembre au 1er octobre 2004
- Nombre de joueurs : 647
- Prize Pool : $3,879,000
- Nombre de places payées : 200

| Place | Nom          | Prix       |
| ----- | ------------ | ---------- |
| 1er   | Eric Brenes  | $1,000,000 |
| 2e    | Layne Flack  | $500,000   |
| 3e    | Mike Matusow | $250,000   |
| 4e    | Pat McMillan | $170,000   |
| 5e    | John Juanda  | $130,000   |
| 6e    | Vic Fey      | $105,000   |

### Festa Al Lago (Doyle Brunson North American Poker Championship)
- Casino : Bellagio, Las Vegas
- Prix d'entrée : $10,000
- Date : Du 19 octobre au 22 octobre 2004
- Nombre de joueurs : 312
- Prize Pool : $3,026,400
- Nombre de places payées : 50

| Place | Nom              | Prix       |
| ----- | ---------------- | ---------- |
| 1er   | Carlos Mortensen | $1,000,000 |
| 2e    | Kido Pham        | $496,400   |
| 3e    | David Pham       | $255,000   |
| 4e    | Erik Seidel      | $165,000   |
| 5e    | Hung La          | $120,000   |
| 6e    | John Juanda      | $84,000    |

### World Poker Finals
- Casino : Foxwoods, Mashantucket, Connecticut
- Prix d'entrée : $10,000
- Date : Du 13 novembre au 17 novembre 2004
- Nombre de joueurs : 674
- Prize Pool : $6,765,000
- Nombre de places payées : 60

| Place | Nom               | Prix       |
| ----- | ----------------- | ---------- |
| 1er   | Tuan Le           | $1,549,588 |
| 2e    | Temperance Hutter | $973,256   |
| 3e    | Humberto Brenes   | $636,930   |
| 4e    | Bradley Berman    | $470,452   |
| 5e    | J.C. Tran         | $353,850   |
| 6e    | David Pham        | $277,014   |

### Five Diamond World Poker Classic
- Casino : Bellagio, Las Vegas
- Prix d'entrée : $15,000
- Date : Du 14 décembre au 18 décembre 2004
- Nombre de joueurs : 376
- Prize Pool : $5,470,800
- Nombre de places payées : 50

| Place | Nom             | Prix       |
| ----- | --------------- | ---------- |
| 1er   | Daniel Negreanu | $1,770,218 |
| 2e    | Humberto Brenes | $923,475   |
| 3e    | Vinny Landrum   | $462,851   |
| 4e    | Jennifer Harman | $299,492   |
| 5e    | Steve Rassi     | $217,812   |
| 6e    | Nam Le          | $152,468   |

### PokerStars Caribbean Poker Adventure
- Casino : Atlantis Paradise Island, Paradise Island, Bahamas
- Prix d'entrée : $7,800
- Date : Du 8 janvier au 11 janvier 2005
- Nombre de joueurs : 461
- Prize Pool : $3,595,600
- Nombre de places payées : 75

| Place | Nom               | Prix     |
| ----- | ----------------- | -------- |
| 1er   | John Gale         | $890,000 |
| 2e    | Alex Balandin     | $484,000 |
| 3e    | Mikael Westerlund | $306,000 |
| 4e    | Patrick Hocking   | $207,000 |
| 5e    | John Cernuto      | $155,800 |
| 6e    | Nenad Medic       | $112,000 |

### World Poker Open
- Casino : Gold Strike Casino Resort, Tunica
- Prix d'entrée : $10,000
- Date : Du 24 janvier au 27 janvier 2005
- Nombre de joueurs : 512
- Prize Pool : $4,832,773
- Nombre de places payées : 44

| Place | Nom              | Prix       |
| ----- | ---------------- | ---------- |
| 1er   | Johnny Stolzmann | $1,491,444 |
| 2e    | Chau Giang       | $773,448   |
| 3e    | Daniel Negreanu  | $384,322   |
| 4e    | Scotty Nguyen    | $336,282   |
| 5e    | Michael Mizrachi | $288,241   |
| 6e    | Raja Kattamuri   | $240,201   |

### L.A. Poker Classic
- Casino : Commerce Casino, Los Angeles
- Prix d'entrée : $10,000
- Date : 18 février au 22 février 2005
- Nombre de joueurs : 538
- Prize Pool : $5,166,414
- Nombre de places payées : 45

| Place | Nom                 | Prix       |
| ----- | ------------------- | ---------- |
| 1er   | Michael Mizrachi    | $1,859,909 |
| 2e    | Haralabos Voulgaris | $904,122   |
| 3e    | Hung La             | $444,312   |
| 4e    | Ted Forrest         | $263,487   |
| 5e    | Erick Lindgren      | $206,657   |
| 6e    | Harley Hall         | $154,992   |

### Bay 101 Shooting Star
- Casino : Bay 101, San José, California
- Prix d'entrée : $10,000
- Date : Du 7 mars au 11 mars 2005
- Nombre de joueurs : 438
- Prize Pool : $4,070,000
- Nombre de places payées : 45

| Place | Nom               | Prix       |
| ----- | ----------------- | ---------- |
| 1er   | Danny Nguyen      | $1,025,000 |
| 2e    | Jay Martens       | $600,000   |
| 3e    | Gus Hansen        | $320,000   |
| 4e    | Shandor Szentkuti | $280,000   |
| 5e    | Corey Cheresnick  | $240,000   |
| 6e    | Men Nguyen        | $200,000   |

### Party Poker Million
- Prix d'entrée : $10,000
- Date : Du 19 mars au 23 mars 2005
- Nombre de joueurs : 735
- Prize Pool : $7,430,000
- Nombre de places payées : 180

| Place | Nom               | Prix       |
| ----- | ----------------- | ---------- |
| 1er   | Michael Gracz     | $1,525,500 |
| 2e    | David Minto       | $1,000,000 |
| 3e    | Matthew Cherackal | $700,000   |
| 4e    | Adam Csallany     | $500,000   |
| 5e    | Paul Darden       | $300,000   |
| 6e    | Richard Kain      | $200,000   |

### World Poker Challenge
- Casino : Reno Hilton, Reno
- Prix d'entrée : $5,000
- Date : Du 29 mars au 1er avril 2005
- Nombre de joueurs : 345
- Prize Pool : $1,725,350
- Nombre de places payées : 27

| Place | Nom             | Prix     |
| ----- | --------------- | -------- |
| 1er   | Arnold Spee     | $633,880 |
| 2e    | Blair Rodman    | $327,815 |
| 3e    | Phil Ivey       | $163,908 |
| 4e    | Michael Yoshino | $103,521 |
| 5e    | Russ Carlson    | $77,641  |
| 6e    | Mark Chapic     | $60,387  |

### WPT Championship
- Casino : Bellagio, Las Vegas
- Prix d'entrée : $25,000
- Date : Du 18 avril au 24 avril 2005
- Nombre de joueurs : 453
- Prize Pool : $10,961,000
- Nombre de places payées : 100

| Place | Nom           | Prix       |
| ----- | ------------- | ---------- |
| 1er   | Tuan Le       | $2,856,150 |
| 2e    | Paul Maxfield | $1,698,390 |
| 3e    | Hasan Habib   | $896,375   |
| 4e    | John Phan     | $518,920   |
| 5e    | Rob Hollink   | $377,420   |
| 6e    | Phil Ivey     | $264,195   |